# Левингер, Моше
Моше Левингер (ивр. משה לוינגר‎;
1935, Иерусалим — 16 мая 2015, там же) — израильский раввин, идеолог религиозно-националистического движения «Гуш Эмуним», один из основателей поселения Кирьят-Арба.

## Биография
Моше Левингер родился в 1935 году в Иерусалиме в семье репатриантов из Германии. Его родители, Элиэзер и Тирца (Паула) Левингер, члены движения «Поалей Агудат Исраэль», прибыли в подмандатную Палестину в 1933 году. Моше проходил военную службу в рядах десантных подразделений НАХАЛЬ, окончил ортодоксальную иешиву в Иерусалиме (где среди его учителей был один из идеологов религиозного сионизма Цви Иехуда Кук), после чего занимал должность раввина кибуца Лави, а с 1967 года — мошава Нехалим.
После Шестидневной войны Моше Левингер был убеждён, что пришло время возрождения библейской Земли Израильской. Его духовный учитель раввин Кук объявил, что в Хевроне — одном из святых городов иудаизма — должна быть восстановлена еврейская община (которой в Хевроне не было со времени погрома 1929 года и последующих беспорядков в 1936 году). На Песах 1968 года, менее чем через год после установления израильского контроля над Иудеей и Самарией, Левингер вместе с несколькими последователями под видом швейцарских туристов сняли номера в арабской гостинице в Хевроне. Вселившись в номера, они забаррикадировались и отказались покидать гостиницу, пока евреям не будет дано разрешение селиться в Хевроне. Левингера и его единомышленников переселили из гостиницы в здание израильской военной комендатуры в Хевроне, и после трёх лет переговоров они согласились основать отдельное еврейское поселение рядом с арабским Хевроном, получившее название Кирьят-Арба. Левингер, возглавивший администрацию нового поселения, в 1972 году переехал туда вместе с семьёй. В 1979 году Левингер и его жена Мирьям стали одними из первых евреев, переселившихся на территорию самого Хеврона — в квартал Авраам Авину.
После войны Судного дня Левингер принял деятельное участие в создании организации «Гуш Эмуним», целью которой было создание еврейских поселений в Иудее и Самарии, что осуществлялось явочным порядком, часто вопреки запретам израильских властей. Его деятельность диктовалась убеждением, что евреи должны восстановить контроль над всей территорией библейской Земли Израильской. Левингер был арестован несколько раз за подстрекательство к насилию и хулиганство, а в 1990 году приговорён к тюремному заключению за преступную небрежность после того, как за два года до этого его пулей в Хевроне был убит палестинский торговец. Сам Левингер объяснял открытую им стрельбу необходимостью самообороны, так как в него и его семью начали бросать камни. Из пяти месяцев заключения, назначенного судом, Левингер провёл в тюрьме только десять недель. В 1991 году он снова был приговорён к тюремному сроку (на четыре месяца) за нападение на палестинскую семью в Хевроне. Когда было раскрыто террористическое «Еврейское подполье», в которое входили активисты «Гуш Эмуним», Левингер отказался осудить их деятельность, хотя его причастность к созданию организации доказана также не была. Роль Левингера в общественной жизни Израиля в эти годы высоко оценивалась современниками. Так, в 1987 году газетой «Хадашот» был проведён опрос 22 израильских лидеров, представляющих весь политический спектр, в котором их попросили назвать фигуру, оказавшую наибольшее вияние на израильское общество в последние 20 лет. По результатам опроса Левингер разделил первое место с экс-премьером Менахемом Бегином. По словам Боаза Эпплбаума, советника лидера партии Труда Шимона Переса, «премьеры приходили и уходили, а Левингер по-прежнему на гребне. Мы все приноравливались к его масштабам и его размаху».
В 1992 году Моше Левингер баллотировался в кнессет от списка «Ха-Тора вэ-ха-Арец», получившего немногим более 3000 голосов и не прошедшего электоральный барьер. Левингер с семьёй продолжал жить в еврейском квартале Хеврона даже после того, как город в соответствии с соглашениями в Осло был передан под палестинский контроль. В последние годы жизни Левингер был тяжело болен после того, как перенёс инсульт. Он умер 16 мая 2015 года в Иерусалиме и был похоронен на старом еврейском кладбище в Хевроне. К моменту смерти Моше Левингера администрацию основанного им поселения Кирьят-Арба возглавлял его сын Малахи.